# 娜贊寧·波妮亞蒂
娜贊寧·波妮亞蒂（/ˈnɑːzəniːn ˈboʊnjɑːdi/，[nɑːzæˈniːn bonjɑːˈdiː]，1980年5月22日—）是一位英國女演員和社會運動者。她出生在伊朗，在倫敦長大，並前往美國就讀大學。她在美國得到她第一個主要角色——醫療劇《綜合醫院》（2007－2009年）及其衍生劇《綜合醫院：夜班》（2007年）中的萊拉·米爾。從那時起，她便知名於在CBS情景喜剧《老爸老妈的浪漫史》（2011年）中飾演諾拉（英語：Nora），在Showtime間諜驚悚劇《暗戰》（2013－2014年）中飾演法拉·謝拉齊（英語：Fara Sherazi），在歷史電影《賓虛》（2016年）中飾演以斯帖，在Starz科幻驚悚劇《相对宇宙》（2017－2018年）中飾演克萊爾·奎爾（英語：Clare Quayle），在動作驚悚片《孟買酒店》（2018年）中飾演扎赫拉·卡沙尼（英語：Zahra Kashani），以及在亞馬遜影片奇幻劇《魔戒：力量之戒》（2022年至今）中飾演布朗溫（英語：Bronwyn）。
波妮亞蒂於2009年至2015年擔任國際特赦組織發言人，並於2015年10月至2021年2月擔任伊朗人權中心的董事會成員。

## 早年生活
波妮亞蒂出生於伊朗伊斯蘭革命後的伊朗德黑蘭省德黑兰。在她出生後不到一個月，她的父母就帶同她離開了伊朗，並申請成為倫敦的政治難民，此地亦是她日後長大的地方。她在小時候便能演奏小提琴和表演芭蕾舞。
波妮亞蒂就讀於汉普斯特德的一所獨立學校，並以優異的成績取得加利福尼亞大學爾灣分校的生物科學學士學位。在UCI，她因涉及癌症治療和心臟移植排斥的分子研究獲得了張品春本科生研究獎（英語：Chang Pin-Chun Undergraduate Research Award）。她也是UCI的本科醫學報紙MedTimes的助理總編輯。2009年，她在倫敦皇家戏剧艺术学院研修當代戲劇短期課程。

## 職業生涯
波妮亞蒂於2006年改變了她的職業道路，從追求科學轉變為決心從事演戲。她的第一個主要角色是在日間電視劇集《綜合醫院》及其Soapnet衍生劇集《綜合醫院：夜班》中飾演萊拉·米爾，這使她成為美國日間電視史上第一位扮演中東角色的簽約演員。她也是第一位在伊朗出生並與美國肥皂劇簽約的女演員。2008年，她憑《綜合醫院》中的角色獲提名有色人种进步协会形象奖日間劇情類劇集最佳女主角。
波妮亞蒂在荷里活的幾部主要電影作品中扮演配角，例如由迈克·尼科尔斯執導的《韋氏風雲》、由強·法夫洛執導的《鐵甲奇俠》和由保罗·哈吉斯執導的《驚劫72小時》。2014年，她為馬齊爾·巴哈里製作的伊朗紀錄片《點燃蠟燭》旁白，該紀錄片重點講述伊朗政府批准對巴哈伊教徒的迫害。2016年，她在電影《賓漢》的翻拍版《賓虛》中飾演主角的戀愛角色以斯帖。2018年，她與戴夫·帕特尔和艾米·汉莫一同出演故事片《孟買酒店》，該電影改編自2008年孟買連環恐怖襲擊事件；2019年，她憑電影中的角色——英國籍伊朗女繼承人扎赫拉·卡沙尼（英語：Zahra Kashani）——獲提名澳大利亞影視藝術學院獎最佳女主角。
在電視作品方面，波妮亞蒂在CBS的熱播處境喜劇《老爸老妈的浪漫史》第六季中飾演諾拉（英語：Nora），是尼爾·柏德烈·夏里斯飾演的巴尼·斯廷森的戀愛角色；她在劇集的第七季和第九季中重新出演這個角色。2013年5月，她加入了《暗戰》第三季的演員陣容，飾演CIA分析員法拉·謝拉齊（英語：Fara Sherazi）；她在第四季被提升為劇集的主要角色，並因而與劇中其他演員共獲提名2015年美國演員工會獎電視劇情類最佳集體演出。2014年，她在《醜聞》第三季中飾演敵人阿德南·薩利夫（英語：Adnan Salif）。從2018年到2019年，她因在Starz諜戰劇《相对宇宙》中飾演主要角色克萊爾·奎爾（英語：Clare Quayle）而獲得大眾好評。
2020年初，據透露波妮亞蒂將在亞馬遜影片的《魔戒：力量之戒》中飾演一個未公開身份的角色。2022年2月，官方宣佈她將飾演一位開設藥坊的人類母親布朗溫（英語：Bronwyn）。

## 社會運動
波妮亞蒂從2009年到2015年是Amnesty International USA（AIUSA）的發言人，重點關注對伊朗青年、婦女和良心犯的不公正定罪和待遇。她在AIUSA網站上有自己的官方博客頁面，並仍有繼續與組織合作。2020年，她被任命為英國國際特赦組織大使，重點關注女性和伊朗。她與獲得威比奖的摩根·弗里曼一起為AIUSA的宣傳公告“Power of Words”旁白；與國際反婦女暴力（I-VAWA）組織出席活動；擔任與伊朗權利有關的社會運動的成員和司儀，並與AIUSA一起領導Neda項目。
2010年12月，波妮亞蒂就被判罪“鼓吹反對國家”的伊朗電影導演贾法尔·帕纳希和穆罕默德·拉素羅夫向國際特赦組織發起請願。請願書收集了超過21,000個簽名，其中包括著名的荷里活導演和演員。2011年6月8日，她加入由荷里活導演保罗·哈吉斯和AIUSA執行董事拉里·考克斯率領的代表團，向紐約的伊朗駐联合国外交使團遞交請願書。
2011年6月3日，波妮亞蒂與莎拉·舒爾德一起進行絕食抗議，並撰寫了一篇支持“釋放遠足者”運動的文章，內容涉及在伊朗遭到監禁的肖恩·鮑爾和喬什·法塔爾（英語：Josh Fattal）。她因其與國際特赦組織的人權工作而在2011年伊斯基亞環球電影和音樂節（英語：Ischia Global Film & Music Festival）上獲得社會電影獎（英語：Social Cinema Award）。
2012年4月9日，波妮亞蒂回到她的母校加利福尼亞大學爾灣分校支持“炮火下教育”（英語：Education Under Fire）運動，呼籲結束伊朗國家認可的對巴哈伊教徒的歧視和迫害。她在华盛顿哥伦比亚特区舉行的2012年美國國際特赦組織關於婦女權利的年度市民大会XX Factor上發表了主題演講閉幕詞。
2012年12月，波妮亞蒂與羅克薩娜·薩貝里合作發起了一項國際特赦組織請願活動，呼籲釋放在伊朗被不合法監禁的電影製作人貝魯茲·戈巴迪（英語：Behrouz Ghobadi），他是著名電影製作人巴曼·戈巴迪的兄弟。請願書包括荷里活著名導演和演員以及主要電影業組織和電影節的簽名。2013年1月22日，國際特赦組織宣布貝魯茲·戈巴迪已從伊朗監獄中獲得保釋。
2013年5月，波妮亞蒂是國會女議員艾迪·伯尼斯·強森在德克萨斯州達拉斯舉行的第13屆年度“婦女世界和平”（英語：A World of Women for World Peace）大會的主題演講者。她也曾為CNN、《华盛顿邮报》和《國防一號》等媒體撰寫專欄文章。
2014年，波妮亞蒂被智庫美国外交关系协会（CFR）選為任期成員，隨後她於2020年被選為CFR的終身會員。2015年10月至2021年2月，她擔任伊朗人權中心的董事會成員。2019年4月，她接受CBC新聞網主播娜塔莎·法塔赫的採訪，講述了最近在伊朗德黑兰被判最高38年徒刑的人權律師纳斯林·索托德的命運。她也出現在BBC世界新聞頻道和CNN國際台的採訪上。
2014年，酷刑受害者計劃授予波妮亞蒂二次機會之城獎（英語：City of Second Chances Award）。2018年，她被《時人》選為“改變世界的25位女性”之一。2020年，她獲得自由之家提高意識獎（英語：Raising Awareness Award）和埃利斯島榮譽勳章。
2022年9月伊朗爆發大規模示威運動，波妮亞蒂就庫爾德族女子瑪莎·阿米尼的悲慘死亡表達意見，指自己的祖國正處於關鍵時刻，並敦促外國政府援助示威者。

## 個人生活
波妮亞蒂精通英語和波斯语。她住在加利福尼亞州的洛杉矶，自從她和她的父母在她嬰兒時期逃離以來，她只在青少年時拜訪過伊朗。

### 山達基
在2000年代中期，波妮亞蒂是一位盡心盡力的山達基教徒，而她的母親也是山達基教徒。
2004年底至2005年初，波妮亞蒂與演員湯姆·克魯斯有過短暫的交往。根據紀錄片《解密山達基》中的說法，她與告魯斯的相識並非偶然，山達基教會做好了準備並培養她作為這個角色。教會還審查了她和其他數十名女性作為告魯斯的潛在妻子，但她沒有被選中。
2004年10月，當教會要員格雷格·威爾希爾（英語：Greg Wilhere）告訴波妮亞蒂她被選中參與一個特殊項目，她馬上在教會的洛杉磯特別事務辦公室報名做志願者。她被告知必須移除她的牙套，並且必須糾正她的髮色；她還被鼓勵結束與她的長期男友的關係。她必須簽署一份保密協議，聲明未經教會批准她不能中止這個特殊項目。
大約一個月後，波妮亞蒂被教會送到紐約，她得知她的特殊項目是要成為告魯斯的合適女友。她在證詞中表示，“在關係開始時，‘他’非常浪漫，但隨著關係的發展，他開始發脾氣……他開始表現出暴力傾向”。在他們的關係於2005年1月結束後，她向一位朋友和教會成員坦承了自己受到的沉重打擊。根據教會的政策，她因此受到懲罰：“她必須在午夜挖溝並擦洗地磚……她被宵禁……無論走到哪裡都要有人押送”。她還作證說感覺自己“好像是白人奴隸制的受害者”。

### 山達基之後
波妮亞蒂很快就離開了山達基教會，並於2014年10月稱自己為“非虔誠的穆斯林”。
2017年5月10日，美國記者托尼·奧爾特加就波妮亞蒂於2010年1月向联邦调查局提供關於山達基教會和她與告魯斯的關係的證詞作出報導。她的證詞描述了教會特別事務辦公室如何選擇她作為告魯斯的女朋友。
2017年，波妮亞蒂在推特上祝賀莉亞·蕾米妮和邁克·林德憑他們的記錄片《解密山達基》贏得艾美獎。
後來在接受《洛杉磯時報》採訪時，波妮亞蒂將她在《相对宇宙》中的角色描述為宣洩和治療，稱“有時有些個人創傷你從不公開談論，但你將其傾注到你的工作中”。她繼續說：“擺脫別人的灌輸並找出‘你是誰’的方法對我來說很有效。能夠通過我的藝術將其帶到世界上而不是公開討論，這對我來說非常有治療作用。”

## 作品列表

### 電影
| 年份 | 標題                          | 角色                      | 附註   |
| ---- | ----------------------------- | ------------------------- | ------ |
| 2006 | 《Kal: Yesterday & Tomorrow》 | 辛米（英語：Simmi）            | 短片   |
| 2007 | 《Gameface》                  | 泰勒（英語：Taylor）            |        |
| 2008 | 《韋氏風雲》                  | 阿富汗難民婦女            | 未記名 |
| 2008 | 《鐵甲奇俠》                  | 阿米拉·艾哈邁德（英語：Amira Ahmed） | 客串   |
| 2009 | 《Diplomacy》                 | 波斯口譯員                | 短片   |
| 2010 | 《驚劫72小時》                | 依蓮（英語：Elaine）            |        |
| 2014 | 《戀愛中的席琳》              | 席琳（英語：Shirin）            |        |
| 2015 | 《沙漠舞者》                  | 帕里薩·加法里安（英語：Parisa Ghaffarian） |        |
| 2016 | 《賓虛》                      | 以斯帖                    |        |
| 2016 | 《星際過客》                  | 被喚醒全息圖（英語：Wake-Up Hologram）    | 未記名 |
| 2018 | 《孟買酒店》                  | 扎赫拉·卡沙尼（英語：Zahra Kashani）   |        |
| 2019 | 《重磅腥聞》                  | 魯迪·巴赫蒂亞爾           |        |

### 電視
| 年份       | 標題                 | 角色                    | 附註                         |
| ---------- | -------------------- | ----------------------- | ---------------------------- |
| 2007       | 《橄榄球之恋》       | 喬西（英語：Josie）          | 2集                          |
| 2007       | 《綜合醫院：夜班》   | 萊拉·米爾               | 主要角色                     |
| 2007－2009 | 《綜合醫院》         | 萊拉·米爾               | 主要角色                     |
| 2010       | 《The Deep End》     | 希瑟·莫森（英語：Heather Mosson）     | 單集：“To Have and to Hold”  |
| 2010       | 《24》               | 金髮女子                | 2集                          |
| 2010       | 《守護伊人》         | 阿內薩·阿馬拉（英語：Aneesa Amara） | 單集：“Final Curtain”        |
| 2011       | 《金装律师》         | 勞倫·珀爾（英語：Lauren Pearl）     | 單集：“Errors and Omissions” |
| 2011－2014 | 《老爸老妈的浪漫史》 | 諾拉（英語：Nora）          | 常設角色；10集               |
| 2012       | 《CSI犯罪現場》      | 勞倫護士（英語：Nurse Lauren）      | 單集：“Seeing Red”           |
| 2012       | 《死党》             | 娜雅（英語：Naya）          | 2集                          |
| 2013       | 《生活向前冲》       | 漢娜（英語：Hannah）          | 單集：“Gooooaaaallll Doll!”  |
| 2013       | 《醫人當自強》       | 安利塔（英語：Amrita）        | 單集：“The Face of Change”   |
| 2013－2014 | 《暗戰》             | 法拉·謝拉齊（英語：Fara Sherazi）   | 主要角色                     |
| 2014       | 《醜聞》             | 阿德南·薩利夫（英語：Adnan Salif） | 常設角色；7集                |
| 2017－2018 | 《相对宇宙》         | 克萊爾·奎爾（英語：Clare Quayle）   | 主要角色                     |
| 2022       | 《魔戒：力量之戒》   | 布朗溫（英語：Bronwyn）        | 主要角色                     |

## 獎項和提名
| 年份 | 獎項                   | 類別                     | 提名作品                          | 結果 |
| ---- | ---------------------- | ------------------------ | --------------------------------- | ---- |
| 2008 | 有色人种进步协会形象奖 | 日間劇情類劇集最佳女主角 | 《綜合醫院》                      | 提名 |
| 2015 | 美國演員工會獎         | 電視劇情類最佳集體演出   | 《暗戰》； 與劇中其他演員共獲提名 | 提名 |
| 2019 | 澳大利亞影視藝術學院獎 | 最佳女主角               | 《孟買酒店》                      | 提名 |

## 外部連結
- 官方网站
- 娜贊寧·波妮亞蒂在互联网电影资料库（IMDb）上的資料（英文）